# Pycnophyes
Pycnophyes är ett släkte av pansarmaskar. Pycnophyes ingår i familjen Pycnophyidae.
Släktet Pycnophyes indelas i:
| - Pycnophyes arctous - Pycnophyes argentinensis - Pycnophyes australensis - Pycnophyes barentsi - Pycnophyes beaufortensis - Pycnophyes borealis - Pycnophyes calmani - Pycnophyes canadensis - Pycnophyes carinatus - Pycnophyes chilensis - Pycnophyes chukchiensis - Pycnophyes communis - Pycnophyes corrugatus - Pycnophyes cryopygus - Pycnophyes dentatus - Pycnophyes ecphantor - Pycnophyes egyptensis - Pycnophyes emarginatus - Pycnophyes faveolus - Pycnophyes flaveolatus - Pycnophyes frequens | - Pycnophyes furugelmi - Pycnophyes galtsovae - Pycnophyes greenlandicus - Pycnophyes iniorhaptus - Pycnophyes kielensis - Pycnophyes longicornis - Pycnophyes maximus - Pycnophyes neuhausi - Pycnophyes newguinensis - Pycnophyes newzealandiensis - Pycnophyes odhneri - Pycnophyes parasanjuanensis - Pycnophyes ponticus - Pycnophyes robustus - Pycnophyes rugosus - Pycnophyes sanjuanensis - Pycnophyes schornikovi - Pycnophyes sculptus - Pycnophyes spitzbergenensis - Pycnophyes tubuliferus - Pycnophyes zelinkaei |